# Ain't My Bitch
Singles de Metallica
Until It Sleeps
(1996) Hero of the Day
(1996)
Ain't My Bitch est la première chanson de l'album Load de Metallica. Elle débuta au U.S. Mainstream Rock charts à la quinzième position.